# Mobil-vedhæng
Et mobil-vedhæng, er et form for smykke, som man hænger på sin mobil. Dette gøres fordi man ønsker at pynte sin telefon, hvis den i forvejen er grim. Der findes stort set alle former og udgaver af mobil-vedhæng. Der er noget til en hver smag! Der er lige fra små børne-figure, til store dyre perler. Mobil-vedhæng kan købes i butikker, på nettet, og på markeder.